# Perrier (azienda)
Perrier è un'acqua minerale naturale francese, addizionata di anidride carbonica, che sgorga da una sorgente chiamata dal 1903 source Perrier. La sorgente è situata a Vergèze, a 15 km da Nîmes. Viene venduta in bottiglia di vetro, in lattina e in bottiglia di plastica (PET).
Perrier fa parte del gruppo Perrier Vittel SA (che comprende anche Vittel, Quézac, Sanpellegrino e Contrex), ed è stata acquistata dalla Nestlé nel 1992.

## Composizione chimica dell'acqua Perrier
Perrier è un'acqua minerale naturale che contiene diversi elementi naturali (460 mg/l) e gas naturale (7g/l).
| Elementi (ioni)        | Proporzione in mg/l |
| ---------------------- | ------------------- |
| Residuo secco a 180 °C | 475                 |
| Calcio (Ca2+)          | 149                 |
| Magnesio (Mg2+)        | 7                   |
| Sodio (Na+)            | 11,5                |
| Potassio (K+)          | 1,4                 |
| Sulfate (SO42-)        | 42                  |
| Bicarbonato (HCO3-)    | 420                 |
| Cloruro (Cl-)          | 23                  |
| Nitrato (NO3-)         | 13                  |

## Citazioni
- Nel romanzo di Agatha Christie Assassinio sull'Orient Express, il protagonista Hercule Poirot ordina al bar dell'albergo in cui risiede una bottiglia di acqua Perrier.
- Nel film Il secondo tragico Fantozzi viene presentata l'acqua "Bertier" (chiaro riferimento alla Perrier) mettendone in risalto la gasatura decisa.
- Nel 1926 Edith Wharton scrisse il racconto Una bottiglia di Perrier (A bottle of Perrier), appartenente al genere fantastico.
- Nel film Balle spaziali, per far fronte a una carenza d'aria nel proprio pianeta, uno dei protagonisti apre e "respira" una lattina di Perry-Air contenente aria confezionata.
- Nel romanzo di Mordecai Richler La versione di Barney, il protagonista e narratore Barney Panofsky, durante il primo appuntamento con la futura terza moglie Miriam Greenberg, sostiene di pasteggiare con acqua Perrier.
- Nel manga di Hirohiko Araki Così parlò Rohan Kishibe, nell'episodio 02, il redattore Minoru Kaigamori ordina una Perrier.